# Бартанг
Барта́нг — річка у Таджикистані і Афганістані, права притока річки Пяндж. У верхній течії називається Оксу (що починається з озера Чакмактинкуль), після злиття з річкою Південний Акбайтал отримує назву Мургаб (тадж. Мурғоб, від перс. مرغاب «качина річка»), а нижче Сарезького озера — Бартанг. До самого гирла Бартанг тече вузькою скелястою ущелиною між Рушанським і Язгулемським хребтами.

## Гідрографія
Загальна довжина 528  км (власне Бартангу 133 км (25,2 % всієї довжини)). Площа басейну 24,7 тисяч км². Це типова гірська річка, що перетинає Памір у верхів'ях в сильно звивистій долині, з пласким заболоченим дном шириною до 3—5 км. Середня і нижня течії знаходяться в глибокій вузькій ущелині. Скелі тут прямовисні, висотою 800 м. По скелястих берегах прокладено висячі гірські стежки — овринги.
Пересічні витрати води 131 м³/с, максимальні 156 м³/с, мінімальні 103 м³/с. Пересічні витрати зважених наносів 130 кг/с. Живлення льодовиково-снігове. Повінь продовжується з квітня по жовтень-листопад з максимальним стоком в липні. Мінералізація води 130—310 мг/л, в межень до 360 мг/л. Вода в річці коричнево-бура, кольору кави з молоком. Щороку річка виносить кілька мільйонів тон мулу та піску.
У верхів'ях б'ють гарячі мінеральні джерела.